# Малюк і Карлсон, який живе на даху (фільм)
«Малюк і Карлсон, який живе на даху» — радянський дитячий комедійний художній фільм 1971 року, знятий на ТО «Екран». Телеверсія спектаклю Московського академічного театру сатири, поставленого в 1968 році режисером Маргаритою Мікаелян за мотивами трилогії «Три повісті про Малюка і Карлсона» шведської письменниці Астрід Ліндгрен.

## Сюжет
Пустотливий Карлсон і довірливий Малюк — герої всім відомої казки. Карлсон, «гарний, розумний і в міру вгодований чоловік у самому розквіті сил», який живе на даху і вміє літати, дуже любить побешкетувати, а на всі наслідки пустощів у нього є «фірмова» відмовка: «Дурниці, справа-то житейська!». Правда, батьки Малюка так не вважають, але все одно, нудьгувати зі своїм літаючим другом йому не доводиться. Так, лазаючи по дахах, друзі запобігають великій крадіжці (в ролі квартирного злодія — Андрій Миронов), то разом приборкують злу фрекен Бок…

## У ролях
- Михайло Защипін — Малюк
- Спартак Мішулін — Карлсон
- Тетяна Пельтцер — Фрекен Бок
- Наталія Защипіна — мама
- Поліна Казакевич — Астрід, сусідська дівчинка
- Юрій Соковнін — Філле, шахрай
- Андрій Миронов — Рулле, шахрай
- Олена Міхєєва — Бетан, сестра Малюка
- Костянтин Райкін — Пелле, приятель Бетан

## Знімальна група
- Режисери — Маргарита Мікаелян, Валентин Плучек
- Сценаристи — Маргарита Мікаелян, Валентин Плучек, Софія Прокоф'єва
- Оператори — І. Гриднєв, Володимир Ошеров
- Композитор — Андрій Ешпай
- Художник — Борис Мессерер